# Kaiser-Wilhelm-Anlage w Poznaniu

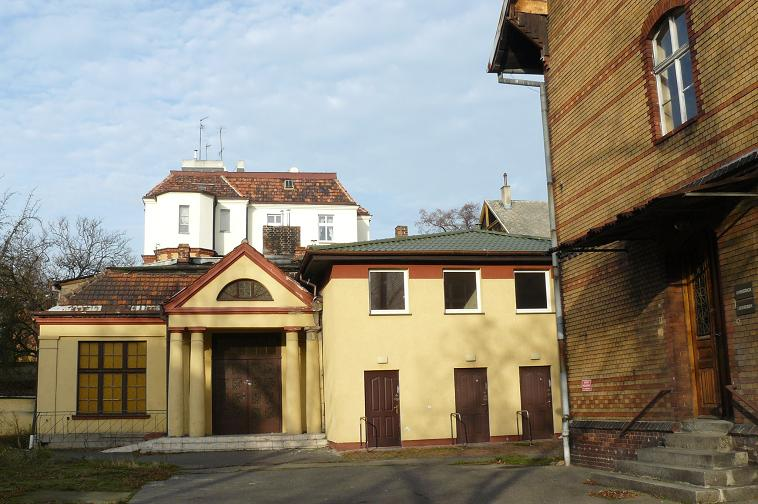
Fragment zabudowy wewnętrznej szpitala

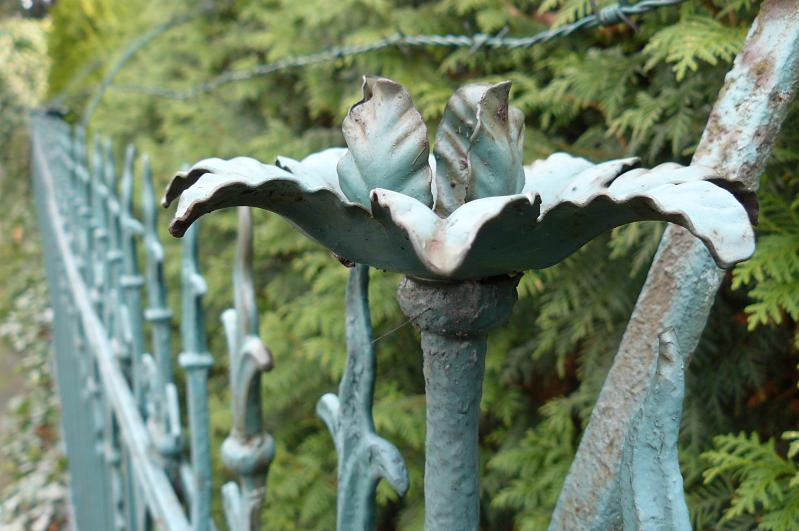
Fragment detalu ogrodzenia

Kaiser-Wilhelm-Anlage w Poznaniu – zespół mieszkaniowy (willowy), którego budowa rozpoczęła się od 1895, zlokalizowany w Poznaniu na terenie Grunwaldu (Osiedle Św. Łazarz), a konkretnie jego części, która była nazywana Polem zamkowym (Feldschloss).

## Lokalizacja
Zespół znajduje się między ulicami: Matejki (dawniej Nowoogrodowa), Orzeszkowej (dawniej Schillera), Konopnickiej (dawniej Goethego) i Śniadeckich (dawniej Herdera) w Poznaniu. Dojazd autobusami MPK Poznań linii 164 (przystanek Palmiarnia).

## Historia
Zespół willowy powstał z inicjatywy nauczyciela Konstantego Günthera – założyciela poznańskiej filii hanowerskiego Towarzystwa Budowy Domów Urzędniczych. Okres około końca XIX w. był burzliwy w dziejach budownictwa w Poznaniu, ponieważ wiązał się z „eksplozją” miasta poza likwidowane fortyfikacje i obwarowania Twierdzy Poznań, a także przyłączaniem przyległych gmin podmiejskich do miasta. Korzystało z tego wielu inwestorów, wykupując grunty w okolicach Poznania, z przeznaczeniem na przyszłe budownictwo mieszkaniowe. Tak było również z terenami wokół obecnej ul. Matejki.
Z czasem obszar Kaiser-Wilhelm-Anlage zaczął wypełniać się kilkurodzinnymi willami z przyległymi, rozległymi ogrodami. Reprezentowały przede wszystkim styl szwajcarski, ale pojawiają się także motywy secesyjne (głównie w realizacjach późniejszych). Dominowała wielobarwna cegła i drewno.
Do 1914 powstały 24 z planowanych 28 domów dzielnicy. Resztę uzupełniono po roku 1918. Po II wojnie w niektórych z budynków zlokalizowano Szpital Kolejowy. Do kompleksu przylegają zabudowania II Liceum Ogólnokształcącego w Poznaniu.

## Autorzy
Projektantem większości obiektów kompleksu był Max Schenck. Realizacje secesyjne są także autorstwa Paula Pitta – np. willa przy ul. Orzeszkowej 9/11.

## Szpital
W willi przy ul. Orzeszkowej 6/10, około roku 1900 dr. Jaffé wraz ze wspólnikami, powołał placówkę leczniczą pod nazwą Posener Sanatorium. Szpital funkcjonował do wybuchu I wojny światowej. Początkowo miał charakter ginekologiczno-położniczy, by później rozwinąć też oddziały chirurgiczny i wewnętrzny. Placówka była luksusowa, posiadała wygodne wnętrza i ogród. W 1921 budynki wykorzystano na lecznicę kolejową poprzez odkupienie od dra Dahmera i jego niemieckich wspólników. Lecznica, w 1933 zmieniła się w Szpital Kolejowy w Poznaniu, podlegający władzom miejskim. W czasie okupacji utworzono w obiektach szpitalnych hotel dla kolejarzy służby mechanicznej i drogowej. 12 lutego 1945 Armia Czerwona urządziła tutaj szpital polowy, by w 1946 zwrócić go władzom polskim. Kompleks ponownie zaczął przyjmować chorych kolejarzy. 1 listopada 1988 szpital wydzielono ze struktur PKP i przekazano Urzędowi Marszałkowskiemu. W lipcu 2007 szpital zakończył działalność, a budynki kupiła firma developerska Wechta, z przeznaczeniem na luksusowe apartamenty. We wrześniu i październiku 2010 w przestrzeniach szpitalnych eksponowana była część wystaw Mediations Biennale.
Całość założenia szpitalnego wpisuje się formalnie w zabudowę dzielnicy. Poszczególne obiekty reprezentują różne style i pochodzą zarówno z początku XX wieku, jak i z okresu międzywojennego, kiedy to placówkę rozbudowano.

## Galeria

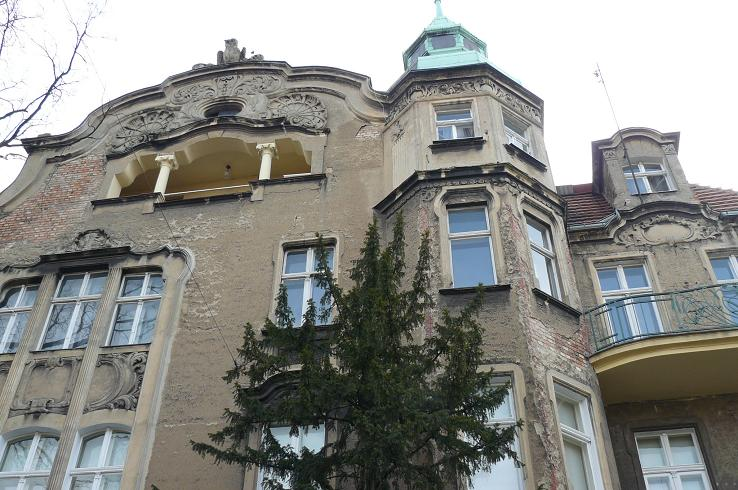
Fragment detalu jednej z większych kamienic
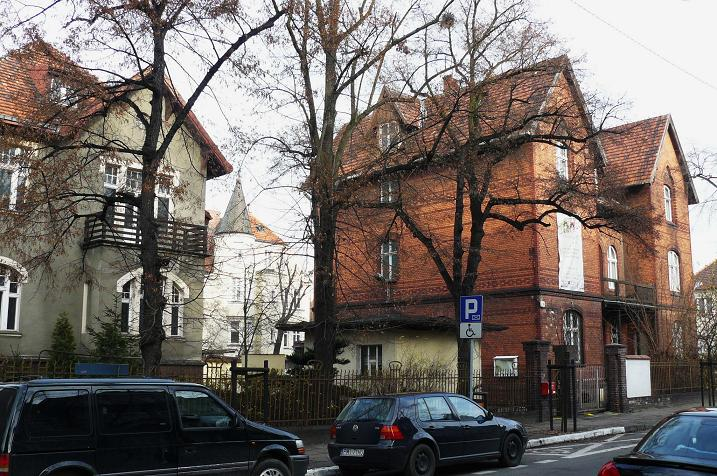
Widok ogólny na część ul. Orzeszkowej – szpital
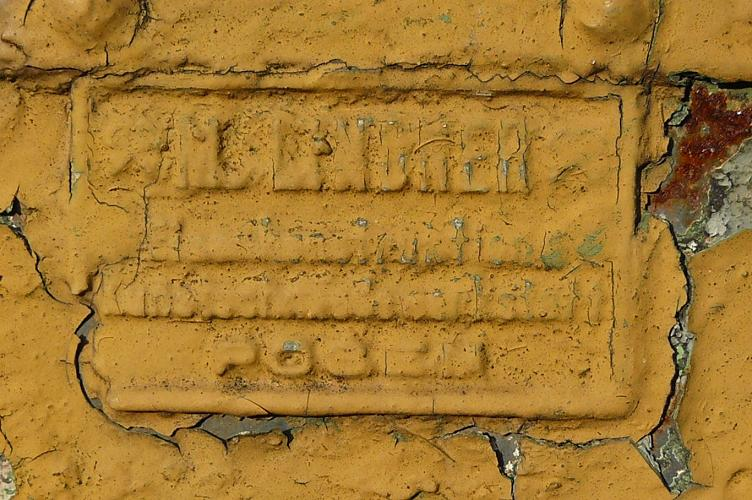
Tabliczka firmowa na bramie – firma M.Lindner Posen